# リブシェ

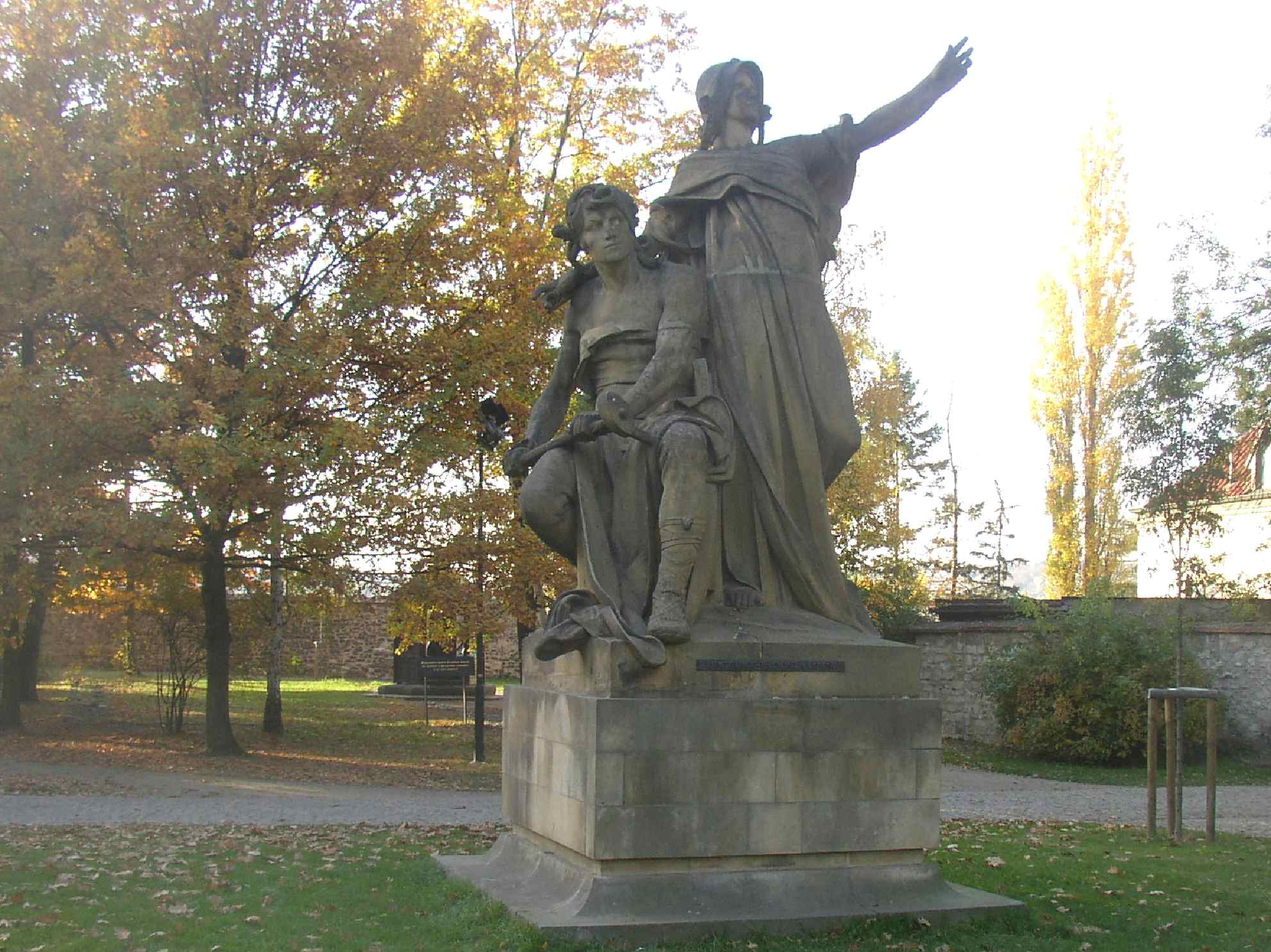
ヴィシェフラドにあるリブシェとプシェミスルの像。ヨゼフ・ヴァーツラフ・ミスルベクによる。

リブシェ（Libuše）は、チェコの建国神話に登場するプラハの女性英雄、チェコにおける伝説の女王である。

## 概要
コスマスの年代記、ダリミルの年代記などチェコの歴史について書かれた古い文献のうちのいくつかにその伝説が記されている。
それによれば、チェコの地にやって来た人々ははじめ平和に暮らしていたが、そのうち互いに争いがおこるようになり、問題を解決するために人々は、衆に抜きん出た存在であったクロクという男に裁定を委ねた。クロクには優れた3人の娘がいて、中でも末女のリブシェは、その思慮賢明にして公明正大、そのうえ未来を予言する能力を持っていた。人々はクロクの死後、リブシェを裁定者として頼った。
あるとき争いの裁定で不満を持った一方の人物が、リブシェが女の身でありながら自分たちを支配するのは納得いかないと抗議した。それに応えてリブシェは、ならばわが夫となる人物を連れてきてその人物に統治させようと言い、透視の能力によってプシェミスルという一人の農夫をわが夫と指定した。こうして以後はこの夫婦によってチェコは統治された。
またあるとき、リブシェは夫と主だった人々の前で未来を見、予言した。
ヴルタヴァ川のほとりの丘に城が聳える様子が見え、その城は栄光は天まで届くほどだ。そこに行けば森の中で鴨居（あるいは敷居、práh）を作っている男がいて、それにちなんで城の名を百塔の街プラハ（Praha）としよう。
人々は予言に従って城を築き、これによってプラハとプラハ城の歴史が始まった（あくまで伝説である）。
より古い文献であるコスマスの年代記では、リブシェはリブシーン城に住んでいたとされている。しかし、より以後に記されたチェコ王たちの年代記や16世紀のハーイェクの年代記では舞台がプラハ城に程近いヴィシェフラドに変わっており、以後に書かれた歴史でもそのように記された。そのため近代に至るまで、リブシェとヴィシェフラドは両者一対で語られ、下記の作品内でもそのようになっている。
近代に入ってチェコで民族主義の思想が広まると、リブシェの伝説は俄然注目を集めるようになった。文学のモチーフとして取り上げられ、リブシェの絵画や彫刻が建築を飾るようになった。リブシェは民族の導き手、象徴として扱われたのである。

## 文芸への影響
- ベドルジハ・スメタナのオペラ『リブシェ』
- フランツ・グリルパルツァーの悲劇『リブッサ(リブシェ)』
- ミコラーシュ・アレシュの絵画『未来のプラハの栄光を予言するリブシェ』
- カレル・ヴィーチェスラフ・マシェクの絵画『預言者リブシェ』
- 映画The Pagan Queen（英語版）」2009年・チェコ

その他多数。